# IC 1368
IC 1368 је спирална галаксија у сазвјежђу Водолија која се налази на листи објеката дубоког неба у Индекс каталогу.
Деклинација објекта је + 2° 10' 42" а ректасцензија 21h 14m 12,6s. Привидна величина (магнитуда) објекта IC 1368 износи 13,4 а фотографска магнитуда 14,3. IC 1368 је још познат и под ознакама UGC 11703, MCG 0-54-8, CGCG 375-18, IRAS 21116+0158, PGC 66389.